# Catandica
Catandica – miasto na Mozambiku, w prowincji Manica. Według danych szacunkowych z 2013 roku miasto liczyło 32,5 tys. mieszkańców.